# 烏季納火山
烏季納火山（俄语：Большая Удина）是俄羅斯的火山，位於克柳切夫火山南側的堪察加半島中部，海拔高度2,923米，火山底部直徑400米，最近一次爆發時間不詳。